# Montelupo Albese
Montelupo Albese – miejscowość i gmina we Włoszech, w regionie Piemont, w prowincji Cuneo.
Według danych na rok 2004 gminę zamieszkiwało 459 osób, 76,5 os./km².